# Cerinomyces ceraceus
Cerinomyces ceraceus är en svampart som beskrevs av Ginns 1982. Cerinomyces ceraceus ingår i släktet Cerinomyces och familjen Dacrymycetaceae.   Inga underarter finns listade i Catalogue of Life.